# Amel Tuka
Amel Tuka (Zenica, 9 januari 1991) is een atleet uit Bosnië en Herzegovina, gespecialiseerd in de 800 m. Tuka heeft een bronzen en een zilveren medaille gewonnen bij de wereldkampioenschappen en is nationaal recordhouder op meerdere afstanden. Hij nam tweemaal deel aan de Olympische Spelen en behaalde hierbij geen medaille.

## Biografie

### Start loopbaan
Tuka deed in zijn jeugd niet aan atletiek, maar aan andere sporten zoals voetbal en basketbal. Op zijn zeventiende moest hij een 400 m lopen tijdens zijn gymles, waar hij 50 seconden over deed. Hierna ging hij trainen bij Atletski Klub Zenica. In 2010 verlegde Tuka zijn focus op de 800 m, waarop hij in datzelfde jaar Bosnië en Herzegovina mocht vertegenwoordigen bij de Europese kampioenschappen voor landenteams (derde divisie). Hij won die afstand in een tijd van 1.51,43.
Het eerste grote kampioenschap waar Tuka aan meedeed waren de Europese kampioenschappen van 2012, waar hij door de series heen kwam met een persoonlijk record van 1.48,31. In de halve finale werd hij als laatste in zijn serie uitgeschakeld. Een jaar later veroverde Tuka zijn eerste internationale medaille bij de Europese kampioenschappen voor neo-senioren, waar hij derde werd in een nationaal record van 1.46,29. Kort na dit kampioenschap verhuisde Tuka naar de Italiaanse stad Verona om te trainen onder de coach Gianni Ghidini, die onder anderen olympisch kampioen Wilfred Bungei trainde.

### Grote verbetering
In het eerste baanseizoen onder Ghidini, in 2014, was Tuka succesvol bij de EK in Zürich, waar hij op de 800 m de finale bereikte. Hij finishte in een nationaal record van 1.46,12, wat goed was voor een zesde klassering.
Na teleurstellend verlopen Europese indoorkampioenschappen in 2015, waar hij niet de finale wist te bereiken, liep Tuka zich tijdens het baanseizoen in de spotlights: op 1 juli 2015 verbeterde hij zich met bijna twee seconden tot 1.44,19 bij een Sloveense wedstrijd. Tien dagen later verbeterde hij dit verder naar 1.43,84. Weer een week later verbeterde hij deze tijd nog verder naar 1.42,51 bij de Herculis meeting in Monaco, wat op dat moment de vierde Europese tijd ooit was. Door deze prestatie werd hij die maand uitgeroepen tot Europees atleet van de maand. De tijd was ook goed voor een eerste positie op de wereldjaarranglijst, waardoor hij als medaillefavoriet naar de wereldkampioenschappen in Peking ging. Uiteindelijk wist hij die rol waar te maken, door als derde te eindigen in de finale in 1.46,30 achter David Rudisha en Adam Kszczot. Dit was tevens de eerste medaille voor Bosnië en Herzegovina bij een editie van de wereldkampioenschappen.
Tuka nam deel aan de EK van 2016 in Amsterdam. Hij wist hier echter niet in de prijzen te vallen: hij werd vierde in 1.45,74. In 2016 kon Tuka zich een eerste keer kwalificeren voor de Olympische Spelen in Rio. Tuka was meteen ook vlaggendrager voor zijn land tijdens de openingsceremonie in Rio de Janeiro. Hij wist zich te plaatsen voor de halve finale van de 800 m. In de tweede halve finale eindigde hij op de vierde plaats, waarmee hij was uitgeschakeld voor de finale.
In 2017 en 2018 wist Tuka het bereikte niveau van met name 2015 niet vast te houden. Weliswaar werd hij in 2018 opnieuw kampioen van de Balkan op de 800 m, maar op de grote internationale toernooien, zoals de EK indoor in Belgrado en de WK in Londen in 2017 en de EK in Berlijn in 2018 wist hij op de 800 m telkens niet door te dringen tot de finale.

### WK zilver in Doha
In 2019 kreeg Tuka het wedstrijdritme echter weer te pakken. Want na eerder op de EK indoor in Glasgow op de 800 m nog als zesde te zijn geëindigd, beleefde hij op de WK in Doha een hoogtepunt in zijn atletiekloopbaan door achter de Amerikaan Donavan Brazier (winnaar in 1.42,34, een toernooirecord) naar het zilver te grijpen in 1.43,47, zijn beste tijd van het jaar. Daarbij liet hij de Keniaan Ferguson Rotich (brons in 1.43,82) net achter zich.
In 2021 nam Tuka deel aan de uitgestelde Olympische Spelen van 2020 in Tokio. In de finale van de 800 meter liep hij naar de 6e plaats.

## Titels
- Balkan kampioen 800 m - 2012, 2016
- Balkan indoorkampioen 800 m - 2015, 2018
- Bosnisch kampioen 400 m - 2010, 2012, 2013, 2015, 2017, 2019, 2021
- Bosnisch kampioen 800 m - 2010, 2012, 2013, 2015

## Persoonlijke records
Outdoor
| Onderdeel | Prestatie    | Datum        | Plaats      |
| --------- | ------------ | ------------ | ----------- |
| 400 m     | 46,15 s (NR) | 28 juni 2019 | Nembro      |
| 600 m     | 1.15,21      | 8 mei 2016   | Pliezhausen |
| 800 m     | 1.42,51 (NR) | 17 juli 2015 | Monaco      |

Indoor
| Onderdeel | Prestatie    | Datum            | Plaats   |
| --------- | ------------ | ---------------- | -------- |
| 400 m     | 47,14 s (NR) | 21 februari 2018 | Belgrado |
| 800 m     | 1.45,95 (NR) | 24 februari 2021 | Madrid   |

## Prestatieontwikkeling
| Jaar | 800 m   |
| ---- | ------- |
| 2009 | 1.53,85 |
| 2010 | 1.51,04 |
| 2011 | 1.51,09 |
| 2012 | 1.48,31 |
| 2013 | 1.46,29 |
| 2014 | 1.46,12 |
| 2015 | 1.42,51 |
| 2016 | 1.45,23 |
| 2017 | 1.44,62 |
| 2018 | 1.45,68 |
| 2019 | 1.43,47 |

## Palmares

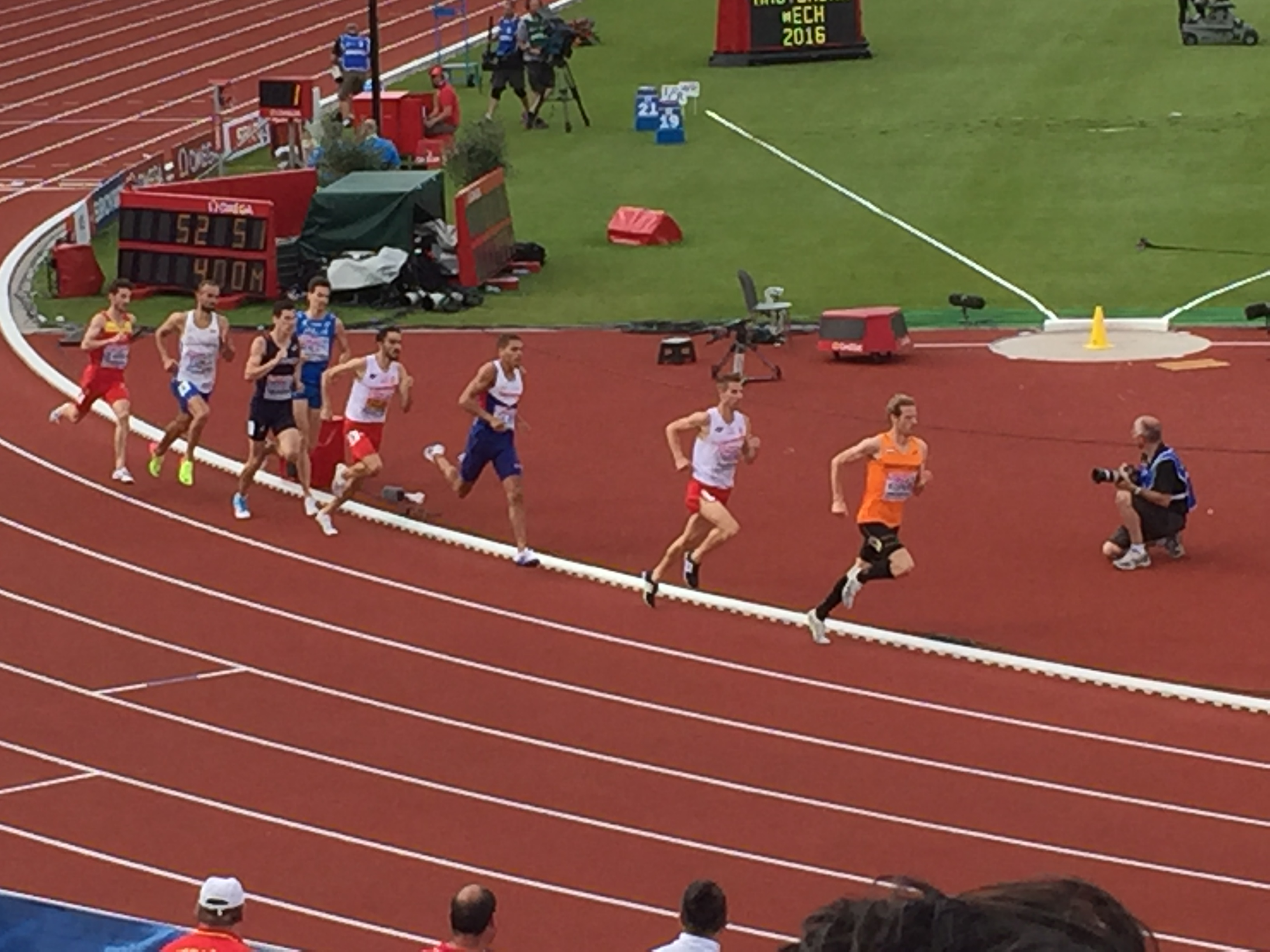
Tuka (tweede van links) tijdens de finale van de EK 2016.

### 400 m
- 2010:  Bosnische kamp. - 48,82 s
- 2011: 9e EK teams, 3e divisie - 49,91 s
- 2012:  Bosnische kamp. - 47,93 s
- 2013:  Bosnische kamp. - 48,36 s
- 2013:  EK teams, 3e divisie - 47,73 s
- 2015:  Bosnische kamp. - 47,35 s
- 2017:  Bosnische kamp. - 46,82 s
- 2019:  Bosnische kamp. - 47,11 s

### 800 m
- 2010:  Bosnische kamp. - 1.51,04
- 2010:  EK teams, 3e divisie - 1.51,43
- 2012:  Bosnische kamp. - 1.54,69
- 2012: 8e in ½ fin. EK - 1.51,14
- 2013:  Bosnische kamp. - 1.54,33
- 2013:  EK teams, 3e divisie - 1.51,11
- 2013:  EK U23 - 1.46,29 (NR)
- 2014:  EK teams, 3e divisie - 1.49,81
- 2014: 6e EK - 1.46,12 (NR)
- 2015: 4e in reeksen EK indoor - 1.49,92
- 2015:  Bosnische kamp. - 1.50,00
- 2015:  EK teams, 3e divisie - 1.50,16
- 2015:  WK - 1.46,30
- 2016: 4e EK - 1.45,74
- 2016: 4e in ½ fin. OS - 1.45,24
- 2017: DNS in ½ fin. EK indoor
- 2017: 5e in reeksen WK - 1.46,54
- 2018: 7e in ½ fin. EK - 1.47,24
- 2019: 6e EK indoor - 1.47,91
- 2019:  WK - 1.43,47
- 2021: 6e OS - 1.45,98
- 2022: 4e in reeksen EK - 1.47,73

Diamond League-podiumplekken
- 2015:  Herculis – 1.42,51
- 2015:  Memorial Van Damme – 1.45,45
- 2016:  Meeting International Mohammed VI d'Athlétisme de Rabat – 1.45,41
- 2019:  Stockholm Bauhaus Athletics - 1.46,68

### 4 x 400 m
- 2010: 9e EK teams, 3e divisie - 3.21,49
- 2011:  EK teams, 3e divisie - 3.17,16
- 2013: 8e EK teams, 3e divisie - 3.15,50[3]
- 2014: 5e EK teams, 3e divisie - 3.16,50[4]
- 2015:  EK teams, 3e divisie - 3.10,50 (NR)

## Onderscheidingen
- Europees atleet van de maand - juli 2015